# 林森公園

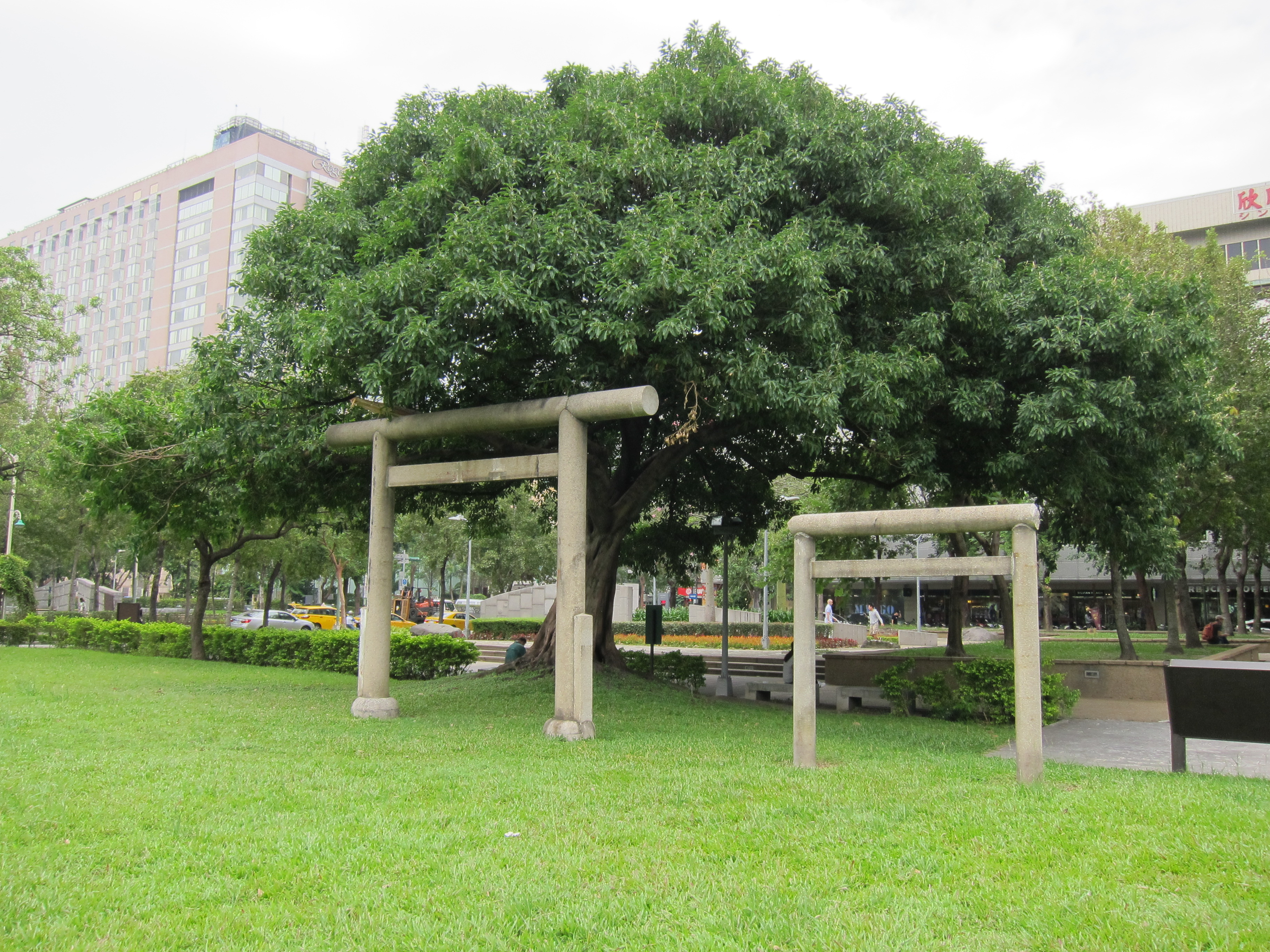
鳥居。後ろの木はアコウ。左奥の建物はグランドフォルモサリージェント台北。

林森公園および康楽公園は、台北市内の中山区にある公園。公園名は国民政府の主席を歴任した林森に由来する。日本統治時代は共同墓地であり、その名残として園内には鳥居が2基建っている。もう一つ、この公園を特徴付けるものは岳飛の騎馬像である。岳飛は中華圏では代表的な英雄である。
公園は林森北路を挟んで2つに分割されており、東側が林森公園で西側が康楽公園である。しかし、台北市の資料では林森、康楽公園とひとまとめに解説されている。現地の案内板や一部書籍でもまとめて扱われていることから、本項目でも両公園について記載する。

## 歴史
日本統治時代は、この場所は墓地であった。1896年に乃木希典の母寿子 も埋葬されたという。1900年に正式に共同墓地として認定され、「三橋町共同墓地」と命名された。1920年、台湾総督の田健治郎によって明石元二郎の墓に付属する形で大きな鳥居が建てられた。明石総督の墓所は台湾人の寄付により設けられ、皇族を除いて軍人で並ぶものはいないと言われるほどの規模のものであった。1935年には明石の秘書官をつとめた鎌田正威もこの地に葬られたので、この時、墓碑と小さい鳥居が建てられたと見られている。鳥居には昭和10年（1935年）10月の刻印が刻まれている。
第二次世界大戦後、国共内戦に敗れた中国国民党が台湾に逃れてくると、墓地は不法占拠されるようになった。墓石や鳥居を取り込む形で不法住居が林立し、鳥居は物干し台とされた。この状況は長年続いた。
1997年に公園整備が台北市により着手され、立ち退きに反対する勢力の抵抗もあったが計画は実行された。住居群は一掃され、鳥居は二二八和平公園へと移設された。また、明石の遺骸も発掘され移葬された。2002年3月に西側の康楽公園が、翌2003年10月には東側の林森公園が完成した。
2010年、地元有志の働きかけによりふたつの鳥居は二二八和平公園より現在の位置に戻された。また、明石総督の墓所のあった場所には繁体字中国語（台湾国語）、日本語、英語で記された碑文を刻んだプレートが設置された。

## 現在の公園
面積は林森公園が29,331㎡で、康楽公園が13,385㎡。特徴的な建造物としては、林森公園では上述の岳飛像および鳥居が挙げられ、康楽公園では『親子水霧廣場』と名づけられた噴水が挙げられる。公園内には公民館と地下駐車場が整備されている。

## 園内にある樹木
植生はおおむね一致しているが、林森公園の方が種類が多い。

### 林森公園
林森公園内にある樹木の例を挙げる。
- ラクウショウ
- ヒトツバタゴ
- サンタンカ
- フウ
- ガジュマル
- クスノキ
- アカギ
- ハクセンソウ
- ベンジャミン (植物)
- デイゴ
- サクラ
- ナンバンサイカチ
- トックリキワタ
- センダン
- ホルトノキ
- サルスベリ
- ホウオウボク
- ムクロジ科の Koelreuteria henryi

林森公園内にある樹木の例を挙げる。
- フウ
- ガジュマル
- クスノキ
- アカギ
- ベンジャミン
- サクラ
- ナンバンサイカチ
- センダン
- ホウオウボク

## ギャラリー

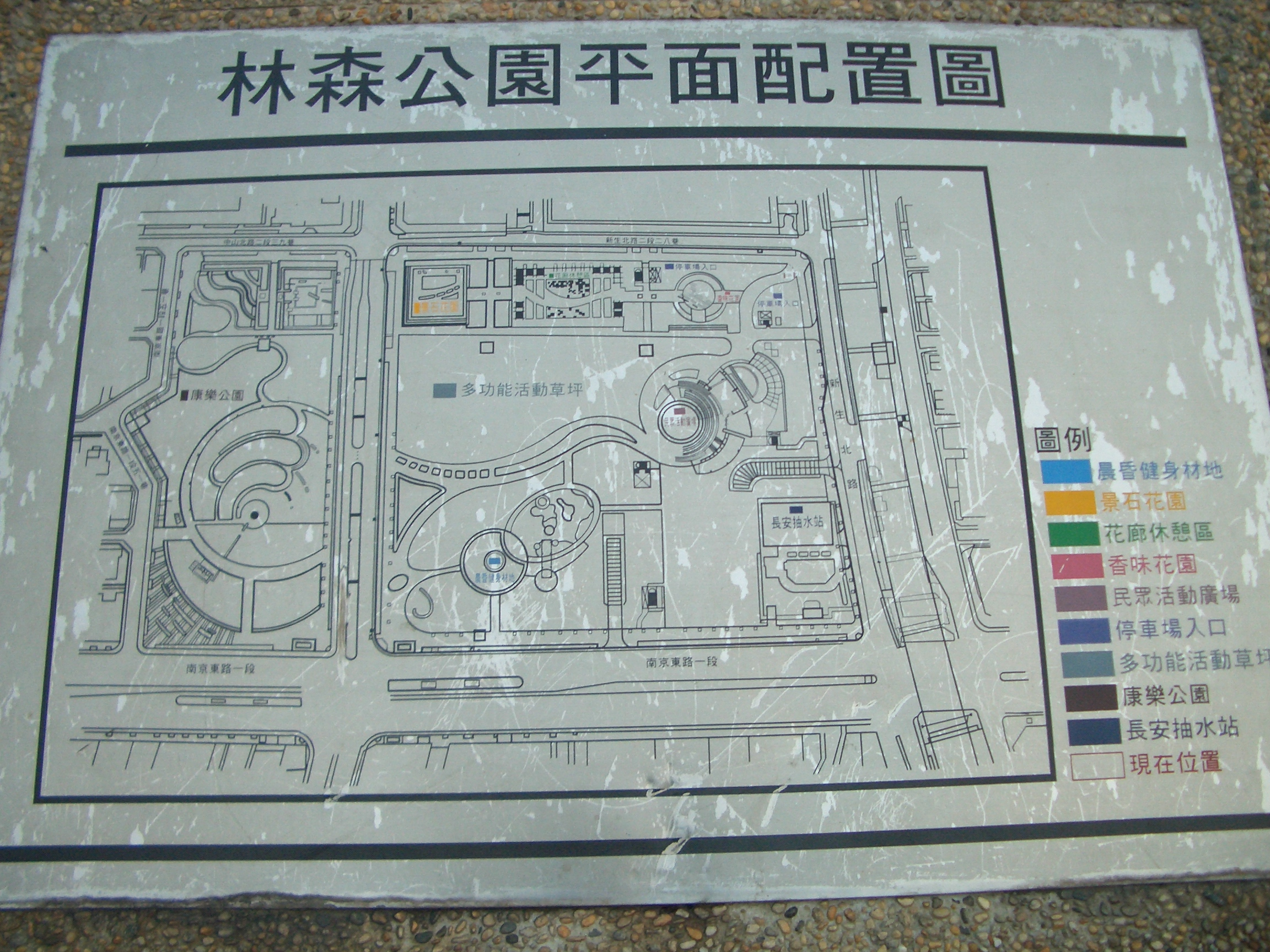
森林公園案内図。
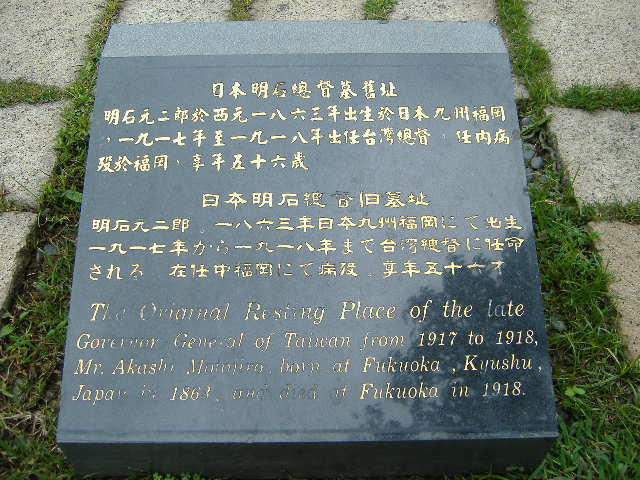
明石元二郎総督の墓地跡を記念するプレート（繁体字中国語、日本語、英語の碑文）。
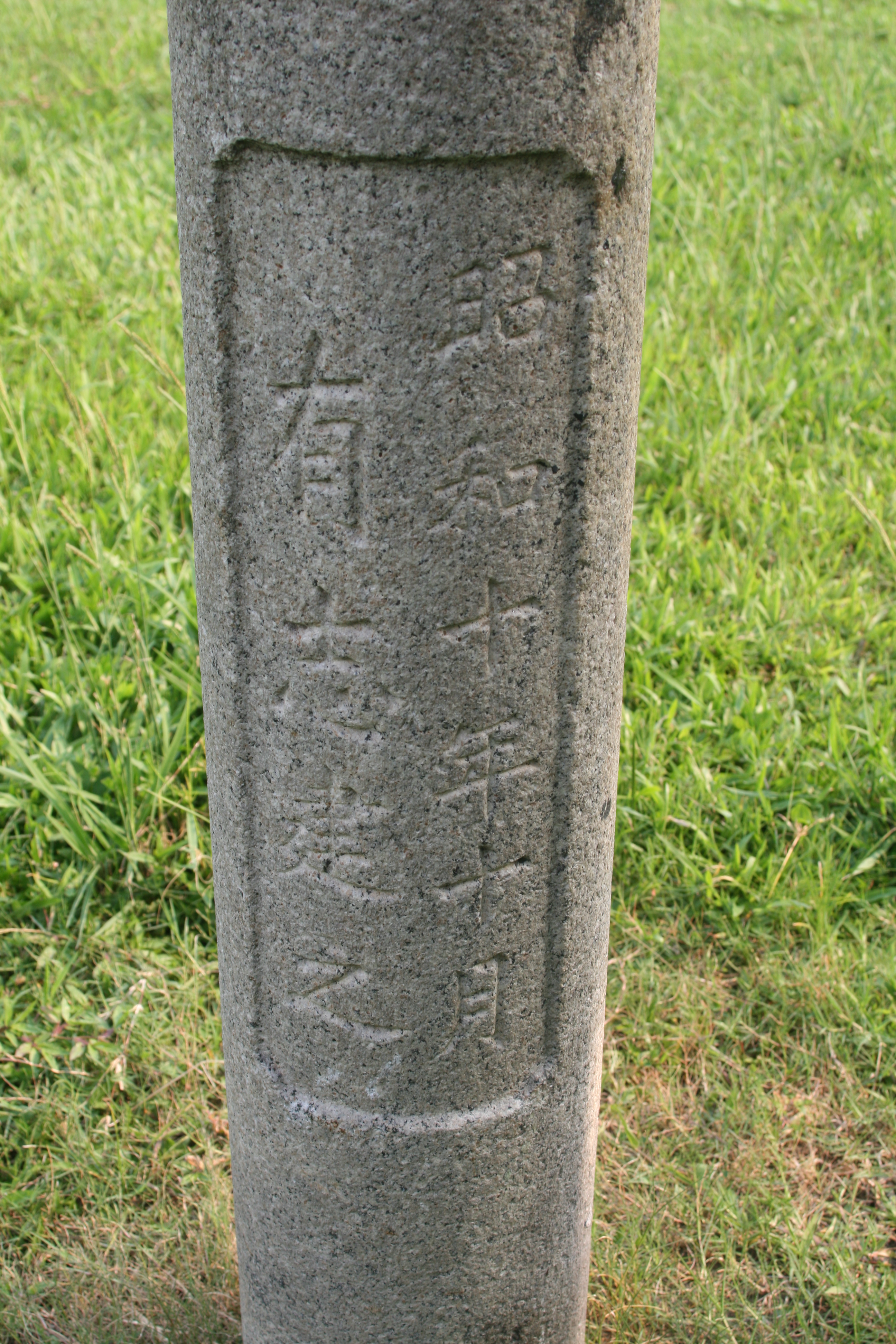
鳥居には昭和10年（1935年）10月に建立されたことが刻まれている。